# Willie Sims
Willie Sims (18 de enero de 1984 en la Ciudad de Guatemala), es un jugador guatemalteco de fútbol que milita actualmente en el equipo Los Angeles Misioneros de la Liga PDL de los Estados Unidos. 
Hijo del exjugador nacional Óscar Sims, quien jugó casi toda su carrera en Galcasa de Villa Nueva, para poder presenciar su desenvolvimiento de juego debido a que ha recibido buenos comentarios acerca del buen nivel que ha mostrado en la MLS.

## Trayectoria
El joven jugador de Guatemala se ha desarrollado en el fútbol estadounidense precisamente jugando en el New England Revolution equipo de la MLS. Fue llamado a portar la camisola de Guatemala, negándose al principio para poder así optar a usar la camisola del país de Estados Unidos, pero al no ser llamado por este y por problemas de visa, decidió responder al llamado de la selección guatemalteca. 
Fue llamado a militar en el equipo New England Revolution de la MLS luego que los ojeadores del club los observaron disputar unos partidos en la universidad, siendo el goleador del torneo. Pero durante el tiempo que participó en el equipo no se le dio la oportunidad de demostrar su talento por lo que el lo dejó desprotegido por lo que podría firmar por cualquier equipo mediante el conocido Draft de la liga.
Disputó su partido oficial con la selección al participar 15 minutos en la cancha.

## Clubes
| Club                                  | País           | Año       |
| ------------------------------------- | -------------- | --------- |
| New England Revolution                | Estados Unidos | 2006      |
| Puerto Rico Islanders                 | Puerto Rico    | 2007      |
| Miami FC                              | Estados Unidos | 2008      |
| Club Social y Deportivo Suchitepéquez | Guatemala      | 2008      |
| Hollywood United Hitmen               | Estados Unidos | 2009-2010 |
| Ventura County Fusion                 | Estados Unidos | 2010      |
| Los Angeles Misioneros                | Estados Unidos | 2012-     |